# Johannes Stoll
Johann Stoll, auch Johannes Stoll (* 16. November 1769 in Rotenburg an der Fulda; † 30. September 1848 in Arnsberg) war ein deutscher Mediziner und Medizinalbeamter.

## Leben
Sein Vater war der Feldscher Johann Georg Stoll. Die Mutter war Johanna Elisabeth (geb. Bödicker). Er selbst heiratete 1793 Christiane Luise Merck.
Er studierte um 1790 Philosophie und Arzneikunde in Gießen und promovierte dort 1793 zum Dr. med. Danach war er 1793 kurze Zeit beim preußischen Feldlazarett in Gießen tätig. 
Zwischen 1793 und 1803 praktizierte er als Arzt in Alsfeld. Dort wurde er auch Nachfolger seines Schwiegervaters als Amtsphysikus. 
Im Jahr 1803 kam er als Medizinalrat an die neu eingerichtete hessen-darmstädtische Regierung nach Arnsberg. Er wurde 1805 Direktor des neuen Medizinal-Collegs und Sekretär der Landeskulturgesellschaft. Seine Ämter behielt er als geheimer Regierungs- und Medizinalrat auch, als das ehemalige Herzogtum Westfalen 1816 an Preußen fiel. Er hatte erheblichen Anteil an der Modernisierung des Gesundheitswesens im Bereich des alten Herzogtums. Unter anderem hat er sich stark für die Einrichtung der Provinzial-Irrenanstalt in Marsberg eingesetzt. Er wurde teilweise als die eigentliche treibende Kraft und Gründer der Anstalt beschrieben. Im Jahr 1844 trat er in den Ruhestand. 
Darüber hinaus war er auch Verfassen verschiedener Schriften. Diese waren medizinischen Inhalts oder beschäftigten sich mit der Medizinalverwaltung.  Er war seit 1795 Mitglied der Helvetischen Gesellschaft korrespondierender Ärzte und Wundärzte sowie seit 1800 Mitglied der Naturforschenden Gesellschaft, Zürich. Er spielte während der hessischen Zeit eine führende Rolle in der neuen evangelischen Gemeinde Arnsbergs. Er war auch Freimaurer. 
Seine umfangreiche Bibliothek wurde nach seinem Tod 1852 in Münster versteigert.

## Schriften (Auswahl)
- Staatswissenschaftliche Untersuchungen und Erfahrungen über das Medicinalwesen nach seiner Verfassung, Gesetzgebung und Verwaltung. Dritter Teil, 1. Abteilung. Zürich, 1815 Digitalisat